# Natalija Dobrynská
Natalija Volodymyrivna Dobrynská (ukrajinsky Наталія Володимирівна Добринська; * 29. května 1982, Vinnycja) je ukrajinská atletka, jejíž specializací je halový pětiboj a sedmiboj pod širým nebem.

## Kariéra
Jejím největším sportovním úspěchem je zlatá medaile, kterou vybojovala na letních olympijských hrách 2008 v Pekingu v osobním rekordu 6 733 bodů. Na halovém MS 2004 v Budapešti získala v pětiboji stříbro. Dvakrát skončila těsně pod stupni vítězů, na čtvrtém místě. Poprvé v roce 2008 na halovém MS ve Valencii a podruhé na Mistrovství světa v atletice 2009 v Berlíně. Na berlínském olympijském stadionu bojovala do posledních metrů o stříbro nebo bronz. Na třetí místo nakonec ztratila 27 bodů. Vítězství si připsala jen ve vrhu koulí.
Ve dnech 23. a 24. června 2009 se zúčastnila mezinárodního atletického mítinku ve víceboji, tzv. TNT - Fortuna Meetingu, který je pořádán od roku 2007 na kladenském stadionu Na Sletišti. V deštivém a chladném počasí nasbírala 6 249 bodů, což stačilo na jisté první místo. V roce 2010 vybojovala stříbrné medaile na halovém MS v katarském Dauhá i na evropském šampionátu v Barceloně. V obou případech shodně prohrála s Britkou Jessicou Ennisovou.
V roce 2012 se stala v Istanbulu halovou mistryní světa v pětiboji (60 m přek., skok do výšky, vrh koulí, skok daleký, běh na 800 m), když jako první žena v historii překonala hranici pěti tisíc bodů. Celkově nasbírala 5 013 bodů a světový rekord Iriny Bělovové z roku 1992 vylepšila o 22 bodů.

## Úspěchy
| Rok  | Závod                              | Místo               | Umístění | Výkon     |
| ---- | ---------------------------------- | ------------------- | -------- | --------- |
| 1999 | Mistrovství světa do 17 let        | Bydhošť, Polsko     | kval.    | 12,41m *  |
| 2001 | Mistrovství Evropy juniorů         | Grosseto, Itálie    | 10.      | 5 329 (S) |
| 2004 | Halové mistrovství světa 2004      | Budapešť, Maďarsko  | 2.       | 4 727 (P) |
| 2004 | Letní olympijské hry 2004          | Athény, Řecko       | 8.       | 6 255 (S) |
| 2005 | Halové mistrovství Evropy 2005     | Madrid, Španělsko   | 3.       | 4 667 (P) |
| 2005 | Mistrovství světa v atletice 2005  | Helsinky, Finsko    | 9.       | 6 144 (S) |
| 2006 | Mistrovství Evropy v atletice 2006 | Göteborg, Švédsko   | 6.       | 6 356 (S) |
| 2007 | Halové mistrovství Evropy 2007     | Birmingham, Anglie  | 5.       | 4 739 (P) |
| 2007 | Mistrovství světa v atletice 2007  | Ósaka, Japonsko     | 8.       | 6 327 (S) |
| 2008 | Halové mistrovství světa 2008      | Valencie, Španělsko | 4.       | 4 742 (P) |
| 2008 | Letní olympijské hry 2008          | Peking, Čína        | 1.       | 6 733 (S) |
| 2009 | Mistrovství světa v atletice 2009  | Berlín, Německo     | 4.       | 6 444 (S) |

Vysvětlivky: * - vrh koulí, (P) - pětiboj, (S) - sedmiboj

## Osobní rekordy
Dráha
- Sedmiboj 6778 bodů (2010)

Hala
- Halový pětiboj 5013 bodů (2012)  (Současný světový rekord)